# Формула Койде
Формула Койде — емпіричне співвідношення між масами заряджених лептонів, відкрите Койде Йосіо у 1981. Раціонального пояснення цього співвідношення станом на 2015 рік не існує. Воно може буде випадковим збігом, хоча на думку інших фізиків це виглядає малоймовірним. 
Формула Койде має вигляд:
{\displaystyle Q={\frac {m_{e}+m_{\mu }+m_{\tau }}{({\sqrt {m_{e}}}+{\sqrt {m_{\mu }}}+{\sqrt {m_{\tau }}})^{2}}}\approx {\frac {2}{3}},}
де {\displaystyle m_{e}}, {\displaystyle m_{\mu }}, {\displaystyle m_{\tau }} — маси електрона, мюона та тау-лептона, відповідно. 
Експериментальні значенні відповідних мас дорівнюють з точністю до похибки:
me = 0.510998910(13) [[МеВ/c2]],
mμ = 105.658367(4) МеВ/c2,
mτ = 1776.84(17) МеВ/c2,
де {\displaystyle c} — швидкість світла. 
Тоді
Q = 0.666659(10).
Початково формула Койде з'явилася в контексті моделі преонів. 

## Виноски
1. ↑  Amsler, C.; et al. (Particle Data Group) (2008, and 2009 partial update). Review of Particle Physics – Leptons (PDF). Physics Letters B. 667 (1-5): 1. Bibcode:2008PhLB..667....1P. doi:10.1016/j.physletb.2008.07.018. Архів оригіналу (PDF) за 3 березня 2016. Процитовано 11 січня 2015.